# Xanthosoma caracu
Xanthosoma caracu är en kallaväxtart som beskrevs av Karl Heinrich Koch och Carl David Bouché. Xanthosoma caracu ingår i släktet Xanthosoma och familjen kallaväxter. Inga underarter finns listade.